# 尼崎競艇場
尼崎競艇場（あまがさききょうていじょう）は、兵庫県尼崎市にある競艇場である。
通称はBOAT RACE尼崎（ボートレースあまがさき）。

## 概要
かつてこの一帯は湿地帯であり、夏季は蚊が大量発生するなど衛生面で大きな問題となっていた。戦後、この土地を埋め立てる計画が出たところ、競艇の開催地を探していた日本船舶振興会と戦後の復興資金確保に躍起だった尼崎市との間で、競艇場への活用が決められた。掘削し競艇場プールを建設した後、その土を周辺の埋め立てに利用した。1952年（昭和27年）3月に開設認可を得て、同年5月に起工、同年8月末に竣工し、同年9月14日に開業した。
1952年の開設以降、都心に近く駅前という立地条件の良さもあって全国でも有数の売り上げを誇る競艇場であったが、近年はナイターやミッドナイトのレースを行う他の競艇場に押され、長らく続いてきた2号賞金場の地位を明け渡し、2008年度からは1号賞金となっている。尼崎競艇場の周辺は多くが住宅街であるため、騒音問題も絡むため夜間帯の開催は難しい状況にあり、現在に至るまで開催は日中のみとなっている。
従来は場所が近い住之江競艇場とは開催が被らないよう調整され日程が組まれていたが、2016年に住之江が通年ナイター開催となってからは、同日開催も増えている。
比較的後期まで標準型モーターが使用されていたが、2010年（平成22年）5月4日初日の開催より、大型吸気サイレンサー付きの減音型モーターを採用した。
水面北側に観客スタンドがあり、南側には阪神電車の高架が通る。尼崎センタープール前駅から正面入口を通ると、正面に新スタンド（単に「スタンド」とも呼ばれる）が見える。
ほかに、1マーク側（西門近く）には11号館（エキサイティングルーム）がある。スタンドからピットの様子を見ることのできる唯一の競艇場。
2013年（平成25年）9月25日、水面と駅との間のスペースに外向発売所「センプルピア」がオープン。現在、他場開催の場外舟券発売はこの「センプルピア」で行われているが、例外的にグランプリのみ本場で行われている。
入場料は、大人100円。改札口に直接100円硬貨を投入するとゲートが開くようになっている。ただし、第10レースの出走直前である15時を過ぎると無料開放されるため、それ以降は無料で入場できる。
実況は以前、メディアターナー社長の内田和男や小林習之、梶西達が担当していたが、2022年以降は千葉誠一がメイン実況を担当、不定期で丸亀競艇場のメイン実況を担当する榑谷篤史・明智洋平の2者が担当している。
締め切り前のBGMはシューベルトの『野ばら』。分を追うごとに曲のテンポも速くなっていき、ブザーが鳴ると発売締め切りとなる。
マスコットキャラクターは、主役で緑のアマガエル「センプル」（名前は尼崎センタープールが由来）、ピンクの女の子カエル「ピンクル」（名前はピン＝1着が来るが由来）、目つきが鋭い青のカエル「ぶるたん」（名前はセンターの強い当地においての4号艇=ブルーが由来）の3匹である。かつては専属アイドルユニット「Amagami Six」（2013年 - 2016年）が存在し、益田あゆみなどが在籍していた。

## コース概要

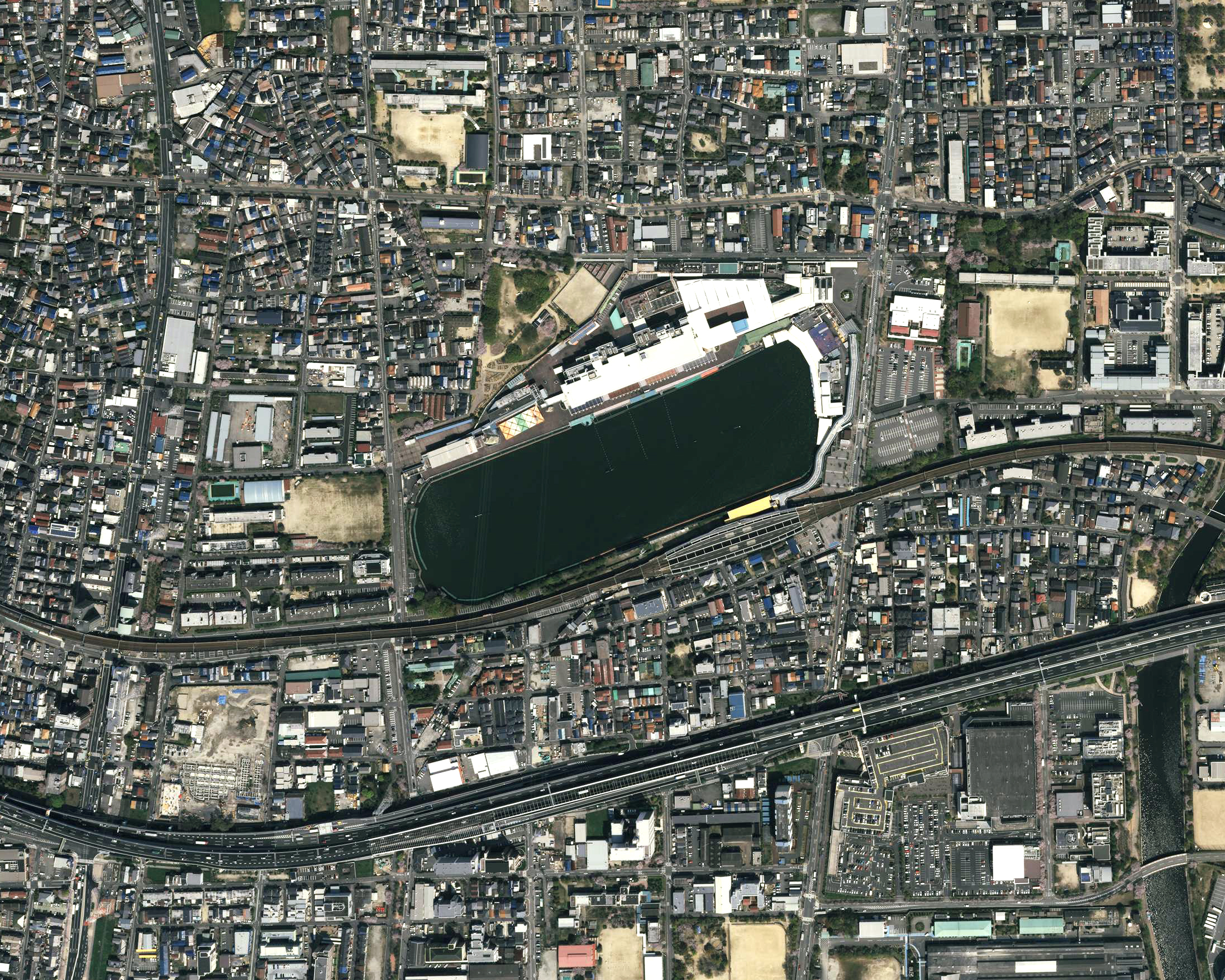
尼崎競艇場周辺の空中写真。2017年4月14日撮影。。

もともと湿地帯であった場所を土地改良を行うために作られた人工池（プール）であるため、水質は淡水。癖が少ないと言われ、広いコースはカマシを得意とする選手に好まれている。静水面の為、イン逃げが決まりやすいと評価する一方で、イン逃げが中々決まらず、コース不問の多彩な決まり手が出やすいと評価する者も少なからず居る。フライング警報装置であるSKS（スタートタイミング感知システム）が1995年（平成7年）6月29日より使われていたが、2006年（平成18年）4月1日をもって廃止された。

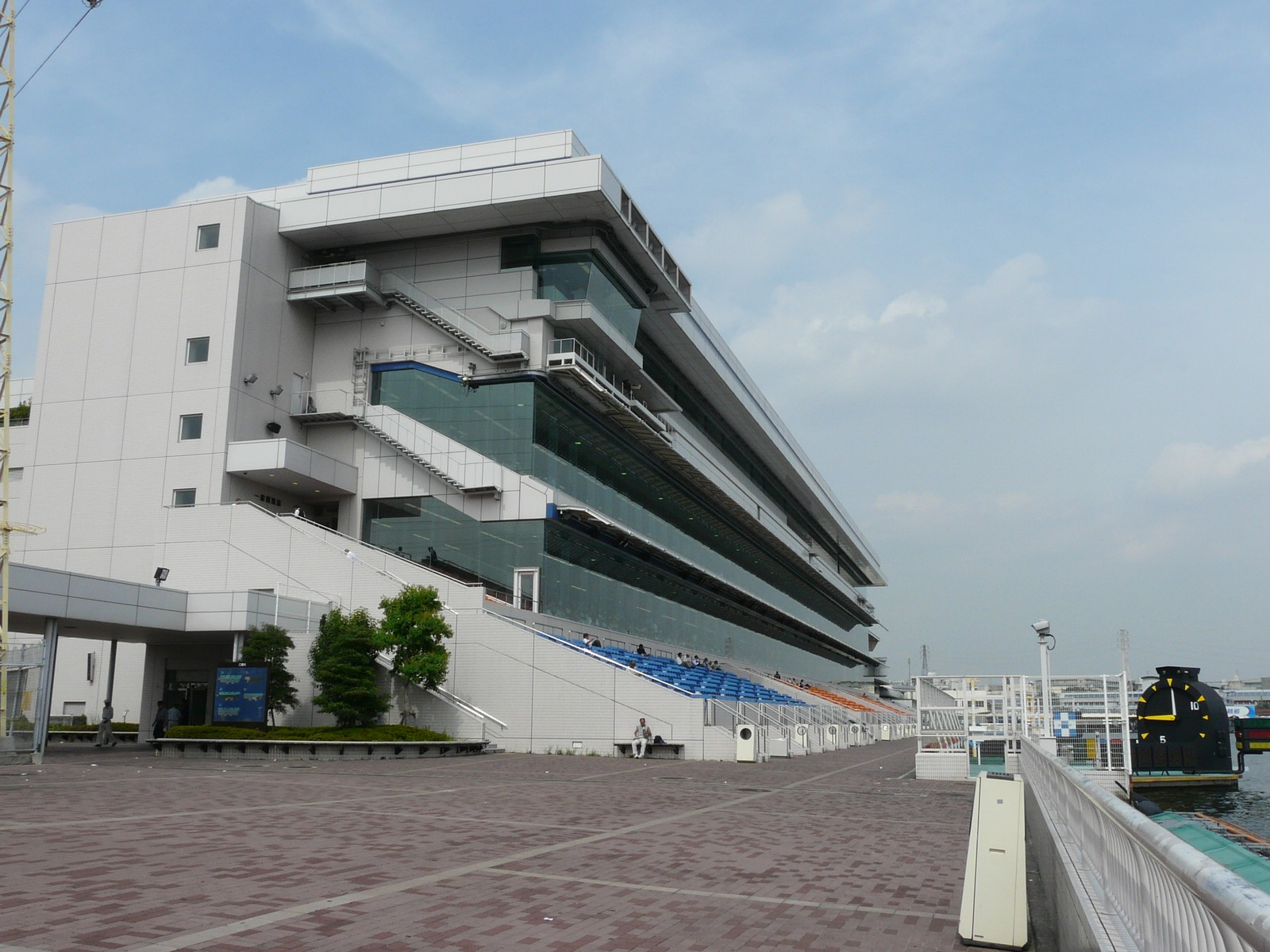
観客席
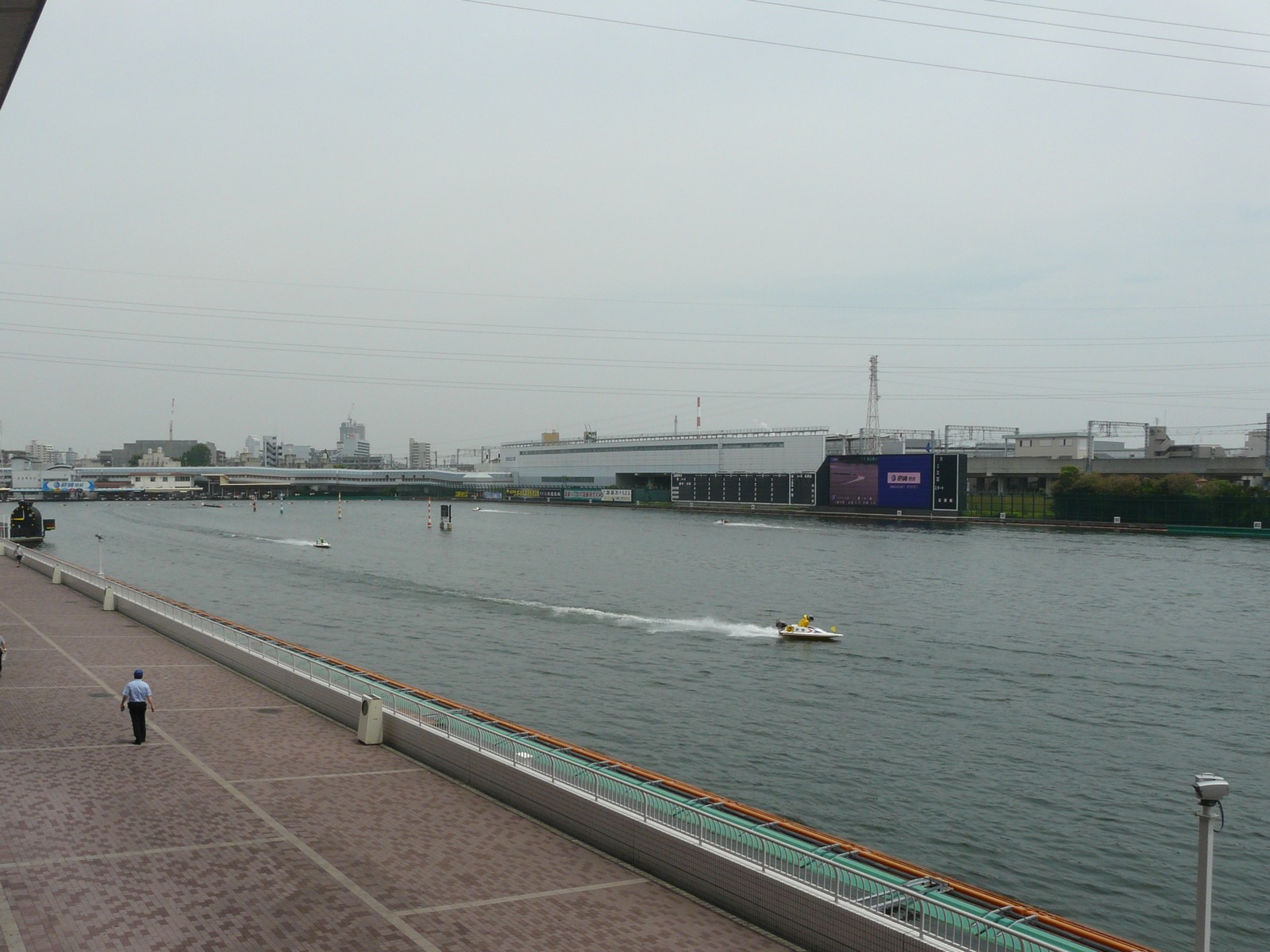
水面
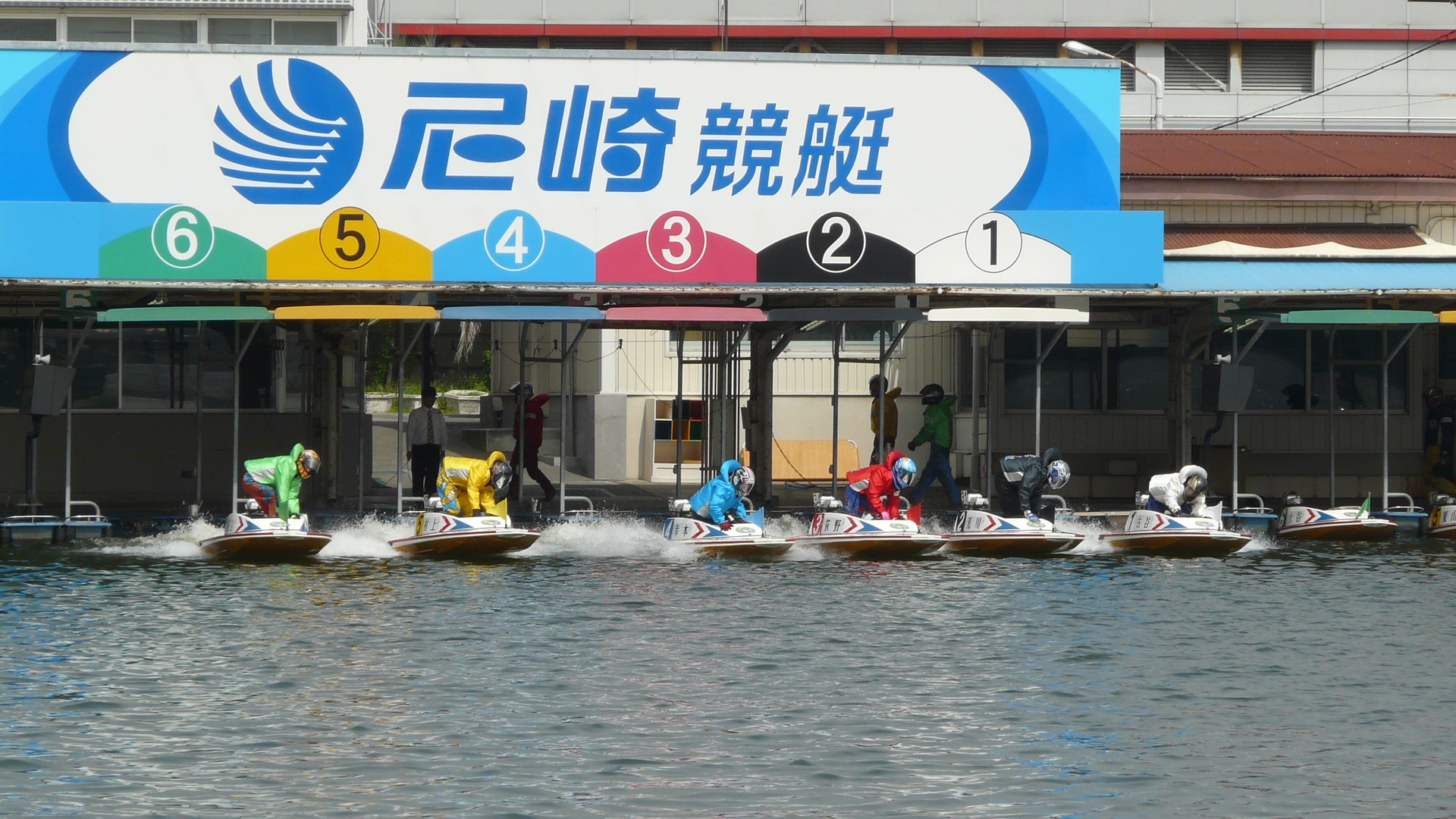
発走ピット
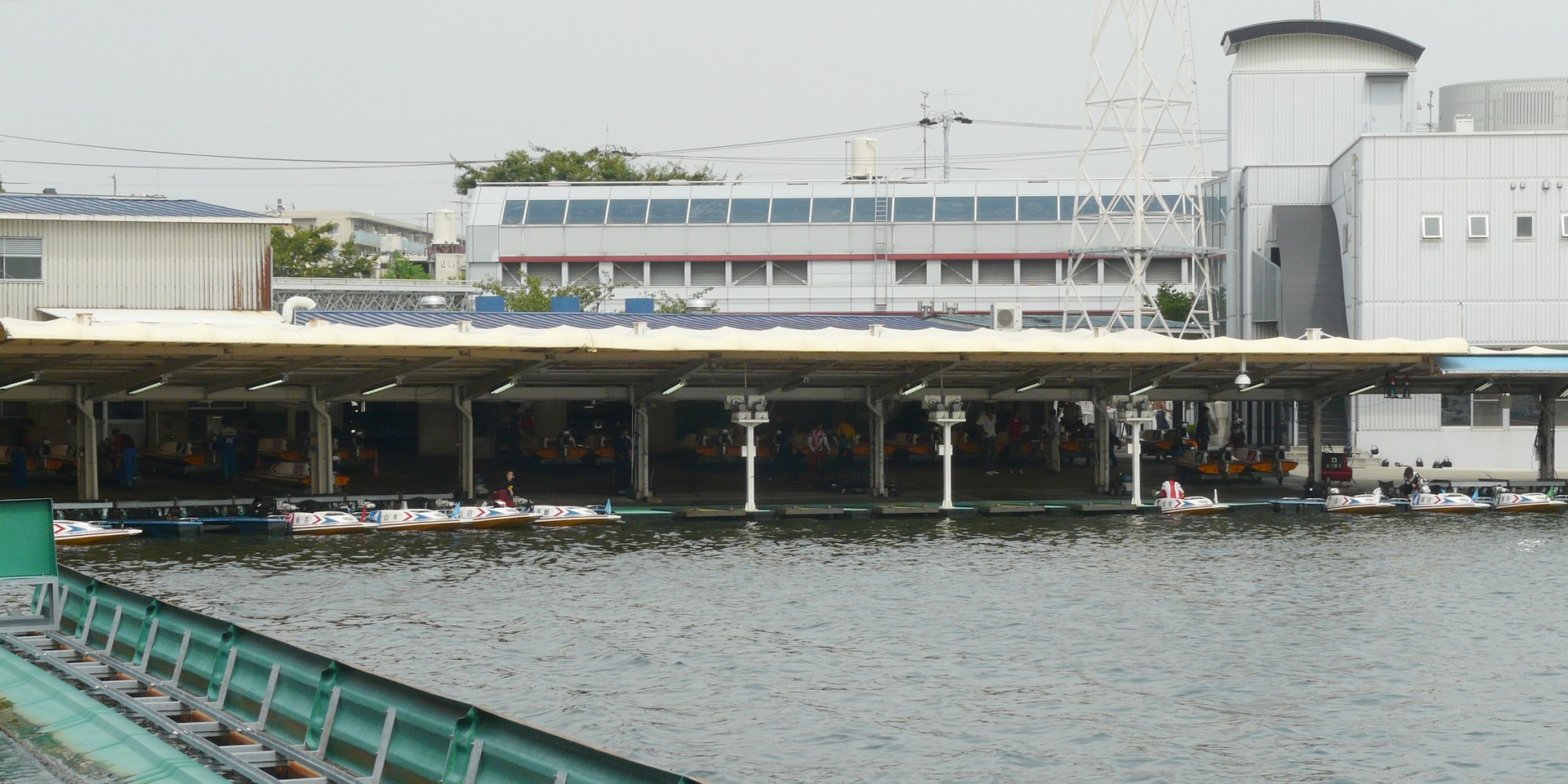
展示用ピット
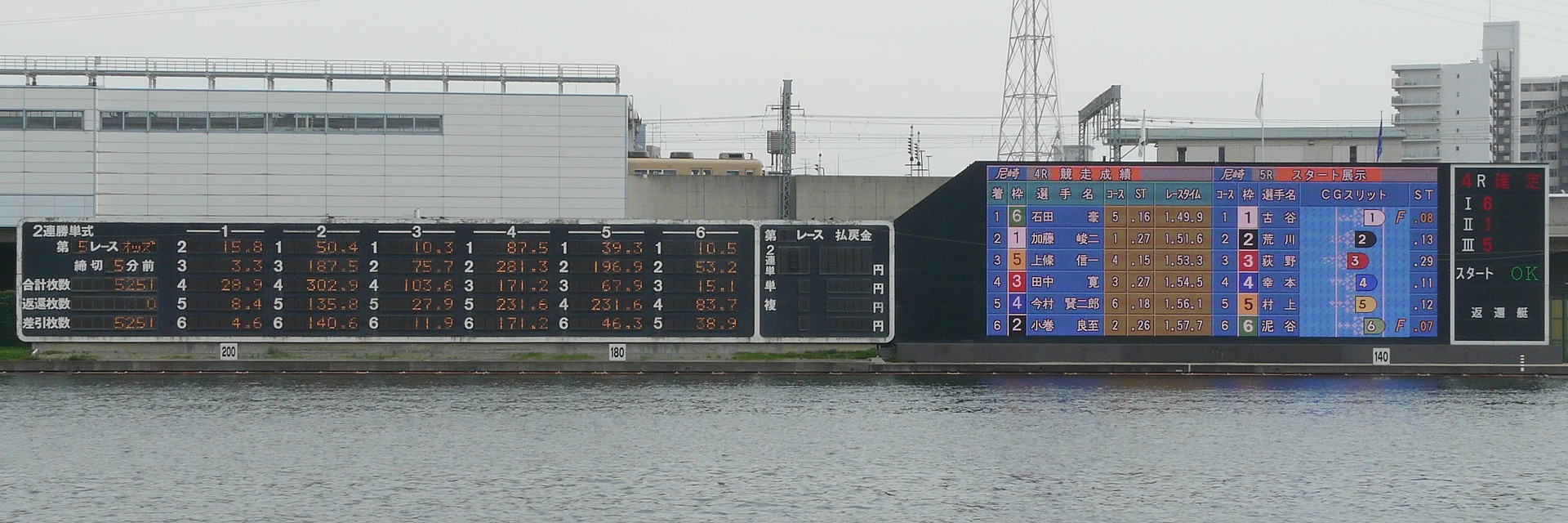
電光掲示板

## 主要開催競走
周年記念（GI）は尼崎センプルカップである。
企業杯（GIII）としてFM OSAKA杯が行なわれている。
新鋭リーグ戦の名称はプリンスロード、女子リーグ戦の名称はクイーンロードである。ゴールデンウィークには六甲賞競走、お盆にはオール兵庫王座決定戦がそれぞれ開催されている。
2006年より、新年最初の開催は女子選手中心のレースで行われている（2012年まではオール女子戦だったが、2013年は男子選手も若干名出場した）。これは同時開催となる住之江競艇場でオール大阪のレース「全大阪王将戦」が行われ、大阪の競艇ファンがそちらに流れがちになる対策として始まったものであると言われている。初日には選手紹介も行われ、正月ムードと相まって華やかになることが好評となり、以来恒例となりつつある。
このため、兵庫支部の有力男子選手は年末最後の「日本財団会長杯争奪歳忘れ今年もありがとう競走」に斡旋を受けることが多く、正月レースは三国競艇場・びわこ競艇場・津競艇場など近隣の競艇場のレースに参加することになる。かつては兵庫・大阪対抗戦として、阪神杯が住之江競艇場と交互に隔年で行なわれていた。
2003年9月4日、一般競走優勝戦で全艇フライングしたことがあった。

## SG開催実績
| 開催年 | 競走名                                     | 優勝者     | 登番       | 出身       |
| ------ | ------------------------------------------ | ---------- | ---------- | ---------- |
| 1957   | 第3回全国地区対抗競走                      | 金藤一二三 | 121        | 大阪       |
| 1967   | 第14回全日本選手権競走                     | 優勝者なし | 優勝者なし | 優勝者なし |
| 1987   | 第14回笹川賞競走                           | 野中和夫   | 2291       | 大阪       |
| 1991   | 第38回全日本選手権競走                     | 原田順一   | 2273       | 福岡       |
| 1997   | 第7回グランドチャンピオン決定戦競走        | 市川哲也   | 3499       | 広島       |
| 2001   | 第36回総理大臣杯競走                       | 烏野賢太   | 3304       | 徳島       |
| 2001   | 第6回オーシャンカップ競走                  | 石田政吾   | 3635       | 石川       |
| 2002   | 第29回笹川賞競走                           | 西島義則   | 3024       | 広島       |
| 2004   | 第31回笹川賞競走                           | 上瀧和則   | 3307       | 佐賀       |
| 2009   | 第56回全日本選手権競走                     | 松井繁     | 3415       | 大阪       |
| 2011   | 第38回笹川賞競走                           | 池田浩二   | 3941       | 愛知       |
| 2012   | 第17回オーシャンカップ競走                 | 井口佳典   | 4024       | 三重       |
| 2014   | 第49回ボートレースクラシック（総理大臣杯） | 松井繁     | 3415       | 大阪       |
| 2015   | 第50回ボートレースクラシック               | 桐生順平   | 4444       | 埼玉       |
| 2016   | 第43回ボートレースオールスター（笹川賞）   | 平本真之   | 4337       | 愛知       |
| 2018   | 第45回ボートレースオールスター（笹川賞）   | 中島孝平   | 4013       | 福井       |
| 2022   | 第27回オーシャンカップ                     | 椎名豊     | 4787       | 群馬       |
| 2024   | 第34回グランドチャンピオン                 | 土屋智則   | 4362       | 群馬       |

## 事故
- 2004年（平成16年）3月28日、中島康孝選手が第5レースで1周目2マーク旋回時に内側の他艇に外側に向かって弾かれ、消波装置に激突し転覆して死亡[11]。
- 2020年（令和2年）2月9日午後2時半頃、開催中であった第63回G1近畿地区選手権4日目第9レースに出場していた地元選手の松本勝也が、1周目2マーク旋回時に転覆、その際に別の選手のボートと接触し負傷、心肺停止状態となり直ちに西宮市の兵庫医科大学病院に搬送されたが、午後4時12分死亡が確認された[12][13][11]。大きな外傷は無かったが肺に水が溜まっており、死因は溺死と発表された[14]。48歳没。レース場での死亡事故は31件目で、尼崎競艇場では2件目であった[13]。

## 場外発売場
- ボートピア神戸新開地 - 神戸市兵庫区新開地
- ボートピア姫路 - 姫路市魚町
- ミニボートピア洲本 - 兵庫県洲本市海岸通、洲本ポートターミナル内
- ミニボートピア滝野 - 兵庫県加東市北野、滝野社インターチェンジそば
- ボートピア梅田 - 大阪市北区堂山町
- ミニボートピア鳥取 - 鳥取県鳥取市南隈
- ミニボートピア朝来 - 兵庫県朝来市和田山町桑原
- ミニボートピア京丹後 - 京都府京丹後市久美浜町河梨

ボートピア梅田は、住之江競艇場の施行者である大阪府都市ボートレース企業団および箕面市が設置している。

## アクセス
- 阪神電気鉄道本線尼崎センタープール前駅すぐ[2][3]（3分[4]）。
- 開催日はJR西日本東海道本線（JR神戸線）立花駅、および阪急電鉄神戸本線・伊丹線塚口駅との間で、臨時の無料送迎バスが運行されている[4]。